# Negazionismo del genocidio armeno

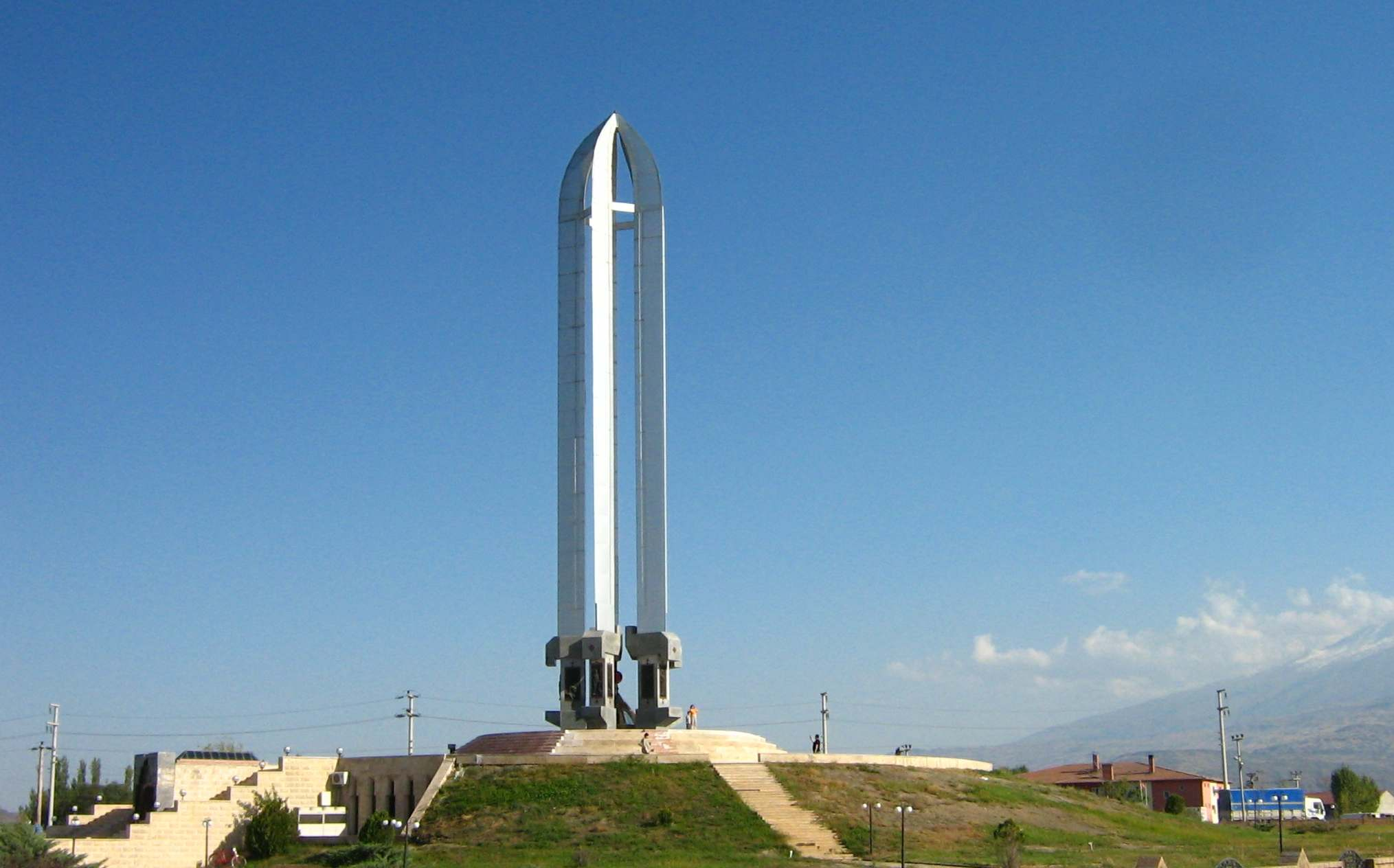
Il Memoriale e museo del genocidio di Iğdır promuove l'opinione contraria che gli armeni abbiano commesso un genocidio contro i turchi.

La negazione del genocidio armeno è l'opinione secondo cui l'Impero ottomano e il suo partito al governo, il Comitato di Unione e progresso (CUP), non hanno commesso un genocidio contro i suoi cittadini armeni durante la prima guerra mondiale, un crimine documentato in un ampio corpus di prove e affermato dalla stragrande maggioranza degli studiosi. Gli esecutori hanno negato il genocidio mentre lo commettevano, sostenendo che gli armeni erano stati trasferiti per motivi militari e non sterminati. All'indomani del genocidio i documenti incriminanti sono stati sistematicamente distrutti e la negazione è stata la politica di ogni governo della Repubblica di Turchia.
Prendendo in prestito gli argomenti usati dal CUP per giustificare le proprie azioni, la negazione si basa sul presupposto che il "trasferimento" degli armeni fosse un'azione statale legittima in risposta a una rivolta armena reale o percepita che minacciava l'esistenza dell'impero durante il periodo bellico. I negazionisti affermano che il CUP intendeva reinsediare gli armeni piuttosto che ucciderli e sostengono che il bilancio delle vittime è esagerato o attribuiscono le morti ad altri fattori, come una presunta guerra civile, malattie, maltempo, iniziative arbitrarie di funzionari locali o bande di curdi e fuorilegge. Lo storico Ronald Grigor Suny afferma che l'argomento principale si riassume nell'espressione: "Non c'è stato nessun genocidio e la colpa è stata degli armeni".  La negazione è solitamente accompagnata dalla "retorica del tradimento, dell'aggressione, della criminalità e dell'ambizione territoriale degli armeni".
Una delle ragioni più importanti di questo negazionismo è che il genocidio abbia permesso la creazione di uno stato-nazione turco. Il riconoscimento contraddirebbe i miti fondatori della Turchia. Dagli anni '20, la Turchia ha lavorato per impedire il riconoscimento ufficiale o persino la menzione del genocidio in altri paesi; questi sforzi hanno incluso milioni di dollari spesi in attività di lobbying, la creazione di istituti di ricerca, intimidazioni e minacce. Il negazionismo colpisce anche le politiche interne della Turchia e viene insegnata nelle scuole turche; alcuni cittadini turchi che riconoscono il genocidio sono stati perseguiti per "insulto alla turchicità". Lo sforzo secolare dello stato turco per negare il genocidio lo distingue dagli altri casi di genocidio della storia. Anche l'Azerbaigian nega il genocidio e fa campagne contro il suo riconoscimento a livello internazionale. La maggior parte dei cittadini turchi e dei partiti politici in Turchia sostiene la politica negazionista dello stato. La negazione del genocidio contribuisce al conflitto del Nagorno-Karabakh e alle continue violenze contro i curdi in Turchia.

## Contesto

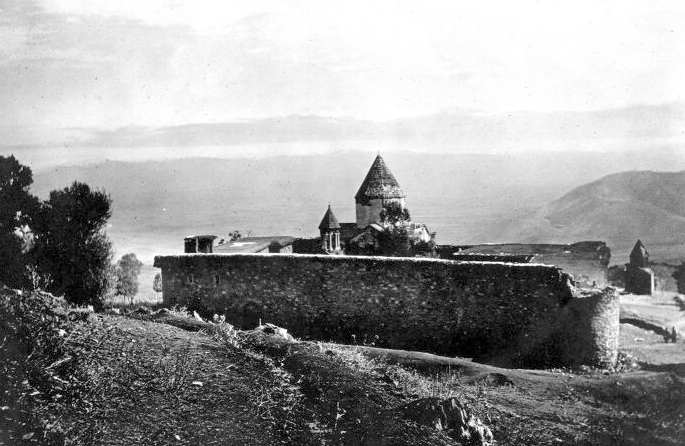
Monastero di Arakelots, costruito nel IV secolo, saccheggiato nel 1915, poi distrutto.

La presenza degli armeni in Anatolia è documentata fin dal VI secolo a.C.,quasi due millenni prima della presenza turca nell'area. L'Impero ottomano trattava efficacemente gli armeni e gli altri non musulmani come cittadini di seconda classe sotto il dominio islamico, anche dopo le riforme Tanzimat del XIX secolo volte a uniformare il loro status. Fino al 1890, gli armeni dovettero affrontare le conversioni forzate all'Islam e l'aumento delle confische delle terre, che portarono una manciata ad unirsi a partiti rivoluzionari come la Federazione rivoluzionaria armena (ARF, nota anche come Dashnaktsutyun). A metà degli anni 1890, i massacri hamidiani sponsorizzati dallo stato uccisero almeno 100.000 armeni e nel 1909 le autorità non riuscirono a prevenire il massacro di Adana, che causò la morte di circa 17.000 armeni. Le autorità ottomane negarono ogni responsabilità per questi massacri, accusando le potenze occidentali di ingerenza e gli armeni di provocazione, presentando i musulmani come le principali vittime e non riuscendo a punire gli autori. Questi stessi argomenti relativi alla negazione sarebbero stati impiegati in seguito per negare il genocidio armeno.
Il Comitato di Unione e Progresso (CUP) salì al potere con due colpi di stato nel 1908 e nel 1913. Nel frattempo, l'Impero ottomano perse quasi tutto il suo territorio europeo nelle guerre balcaniche; il CUP accusò il tradimento cristiano di tale sconfitta. Centinaia di migliaia di profughi musulmani fuggirono in Anatolia a causa delle guerre; molti furono reinsediati nelle province orientali popolate da armeni e nutrirono risentimento contro i cristiani. Nell'agosto 1914, i rappresentanti del CUP apparvero a una conferenza dell'ARF chiedendo che in caso di guerra con l'Impero russo, l'ARF incitasse gli armeni russi a intervenire dalla parte ottomana. L'ARF rifiutò, dichiarando invece che gli armeni avrebbero dovuto combattere per i paesi di cui erano cittadini. Nell'ottobre 1914, l'Impero ottomano entrò nella guerra mondiale dalla parte degli Imperi centrali.

### Genocidio armeno
Durante l'invasione ottomana del territorio russo e persiano alla fine del 1914, i paramilitari ottomani massacrarono gli armeni locali. Alcuni soldati armeni ottomani disertarono in Russia, e sono presi sia dal CUP che dai negazionisti successivi come prova del tradimento armeno. Tuttavia i volontari armeni nell'esercito russo erano per lo più armeni russi. I massacri si trasformarono in genocidio in seguito alla catastrofica sconfitta ottomana da parte della Russia nella battaglia di Sarikamish (gennaio 1915), che fu attribuita al tradimento armeno. I soldati e gli ufficiali armeni vennero rimossi dai loro posti ai sensi di un ordine del 25 febbraio emesso dal ministro della Guerra Enver Pasha. Nella mente dei leader ottomani, gli episodi isolati di resistenza armena furono presi come prova di un'insurrezione generale.

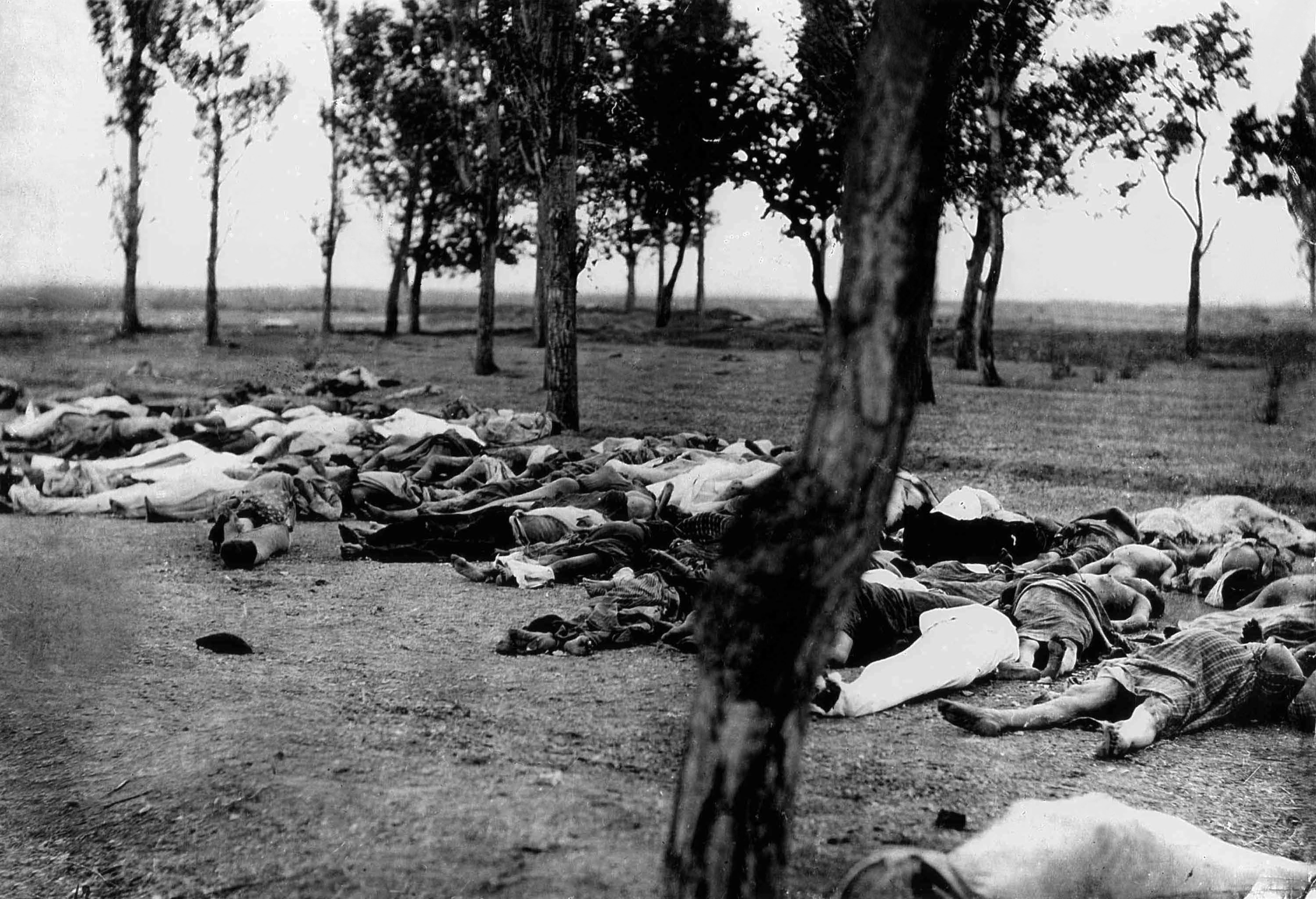
I cadaveri degli armeni lungo una strada, una vista comune lungo le rotte della deportazione.

A metà aprile, dopo che i leader ottomani avevano deciso di commettere un genocidio, tre armeni si asserragliarono nella città orientale di Van. La difesa di Van servì all'epoca da pretesto per azioni anti-armene e rimane un elemento cruciale nelle opere che cercano di negare o giustificare il genocidio. Il 24 aprile, centinaia di intellettuali armeni furono arrestati a Costantinopoli. Venne avviata la sistematica deportazione degli armeni, data da una copertura di legittimità della legge di espulsione del 27 maggio. L'Organizzazione Speciale custodiva i convogli di deportazione comprendenti principalmente donne, bambini e anziani che furono soggetti a stupri e massacri sistematici. La loro destinazione era il deserto siriano, dove i sopravvissuti alle marce della morte venivano lasciati morire di fame o di malattie in campi di fortuna. La deportazione fu effettuata solo nelle aree lontane dai combattimenti attivi; vicino alle linee del fronte, gli armeni furono massacrati a titolo definitivo. I vertici del CUP ordinarono le deportazioni, con il ministro dell'Interno Talat Pasha consapevole di mandare a morte gli armeni e assumendo un ruolo di primo piano. In un cablogramma del 13 luglio 1915, Talat affermò che lo scopo delle deportazioni armene era la soluzione finale della questione armena.
Gli storici stimano che da 1,5 a 2 milioni di armeni vivevano nell'Impero ottomano nel 1915, di cui 800.000 a 1,2 milioni furono deportati durante il genocidio. Nel 1916, un'ondata di massacri prese di mira gli armeni sopravvissuti in Siria; alla fine dell'anno, solo 200.000 erano ancora vivi. Si stima che da 100.000 a 200.000 donne e bambini siano stati integrati nelle famiglie musulmane attraverso metodi come il matrimonio forzato, l'adozione e la conversione. Lo stato confiscò e ridistribuì i beni appartenenti agli armeni assassinati o deportati. Durante l'occupazione russa dell'Anatolia orientale, le forze russe e armene massacrarono fino a 60.000 musulmani. Fare una falsa equiparazione tra queste uccisioni e il genocidio è un argomento centrale della negazione.
Il genocidio è ampiamente documentato negli archivi ottomani, nei documenti raccolti da diplomatici stranieri (compresi quelli di paesi neutrali e alleati ottomani), nelle testimonianze oculari di sopravvissuti armeni e dei missionari occidentali e negli atti dei tribunali militari speciali ottomani. Talat Pasha mantenne il proprio registro statistico, che rivelò un'enorme discrepanza tra il numero di armeni deportati nel 1915 e quelli sopravvissuti nel 1917. La stragrande maggioranza degli studiosi non turchi accetta il genocidio come un fatto storico, e un numero crescente di storici turchi sta anche riconoscendo e studiando il genocidio.

## Origini

### Impero ottomano
La negazione del genocidio è la minimizzazione di un evento stabilito come genocidio, negando i fatti o negando l'intento degli autori. Il negazionismo è stato presente fin dall'inizio come parte integrante del genocidio armeno, perpetrato con il pretesto del reinsediamento. La negazione è emersa a causa del desiderio ottomano di mantenere la neutralità americana nella guerra e il sostegno finanziario e militare tedesco.

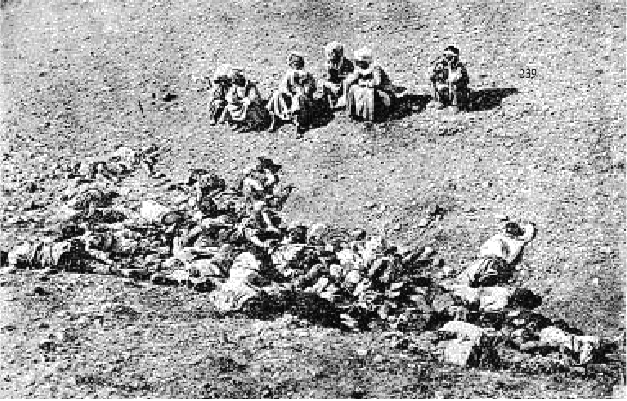
Nel libro del 1916 The Armenian Aspirations and Revolutionary Movements, furono pubblicate molte fotografie che affermavano di raffigurare le atrocità armene contro i musulmani, come questa.

Nel maggio 1915, Russia, Gran Bretagna e Francia inviarono un comunicato diplomatico al governo ottomano condannando i "crimini contro l'umanità" ottomani e minacciando di ritenere responsabili tutti i funzionari ottomani che ne erano responsabili. Il governo ottomano rispose, negando che si fossero verificati massacri di armeni e sostenendo che gli armeni erano collusi con il nemico. Affermò inoltre che la sovranità nazionale consentiva loro di prendere misure contro gli armeni i quali avevano massacrato i musulmani e accusato gli alleati di aver commesso crimini di guerra.
All'inizio del 1916, il governo ottomano pubblicò un'opera in due volumi dal titolo The Armenian Aspirations and Revolutionary Movements, negando di aver tentato di sterminare il popolo armeno. A quel tempo, a livello internazionale veniva dato poco credito a tali affermazioni, ma alcuni musulmani, precedentemente vergognati dai crimini contro gli armeni, cambiarono idea in risposta alla propaganda sulle atrocità presumibilmente commesse dagli armeni. I temi della negazione del genocidio che hanno avuto origine durante la guerra sono stati successivamente riciclati nella negazione del genocidio da parte della Turchia.

### Movimento Nazionale Turco
Lo stesso genocidio armeno ha svolto un ruolo chiave nella dissoluzione dell'Impero ottomano e nella fondazione della repubblica turca. La distruzione della classe media cristiana e la ridistribuzione delle loro proprietà permisero la creazione di una nuova borghesia musulmana/turca. Sussisteva una significativa continuità tra l'Impero ottomano e la Repubblica di Turchia, e il Partito Popolare Repubblicano fu il successore del Comitato di Unione e Progresso che eseguì il genocidio. Il Movimento Nazionale Turco dipendeva dal sostegno di coloro che avevano perpetrato il genocidio o se ne erano arricchiti, creando un incentivo al silenzio.  La negazione e la minimizzazione delle atrocità di guerra furono cruciali per la formazione di un consenso nazionalista turco.
Dopo il genocidio, molti sopravvissuti cercarono uno stato armeno nell'Anatolia orientale; la guerra tra nazionalisti turchi e armeni fu feroce, con atrocità commesse da entrambe le parti. Le successive richieste politiche e le uccisioni di musulmani da parte degli armeni sono state spesso utilizzate per giustificare retroattivamente il genocidio del 1915.  Il Trattato di Sèvres concesse agli armeni un vasto territorio nell'Anatolia orientale, ma non fu mai attuato a causa dell'invasione turca dell'Armenia nel 1920. Le truppe turche condussero massacri di sopravvissuti armeni in Cilicia e uccisero circa 200.000 armeni in seguito all'invasione del Caucaso e della Prima Repubblica di Armenia; a tal proposito, lo storico Rouben Paul Adalian ha sostenuto che "Mustafa Kemal [il leader del Movimento Nazionale Turco] ha completato ciò che Talaat ed Enver avevano iniziato nel 1915".
Il governo ottomano a Costantinopoli tenne le corti marziali di una manciata di esecutori nel 1919 per placare le potenze occidentali. Tuttavia, le prove furono sabotate e molti autori furono incoraggiati a fuggire verso l'interno. La realtà delle uccisioni di massa sponsorizzate dallo stato non è stata negata, ma molti circoli della società le hanno ritenute necessarie e giustificate. Come afferma un rapporto del Ministero degli Esteri britannico, "non un turco su mille può concepire che ci possa essere un turco che meriti di essere impiccato per l'uccisione di cristiani". Kemal accusò ripetutamente gli armeni di tramare lo sterminio dei musulmani in Anatolia. Contrappose gli "armeni assassini" ai turchi, descritti come una nazione completamente innocente e oppressa. Nel 1919, Kemal difese le politiche del governo ottomano nei confronti dei cristiani, dicendo: "Qualunque cosa sia successa agli elementi non musulmani che vivono nel nostro paese, è il risultato delle politiche di separatismo che perseguirono in modo selvaggio, quando si lasciarono diventare strumento di intrighi stranieri e abusarono dei loro privilegi".

## In Turchia

### Cause

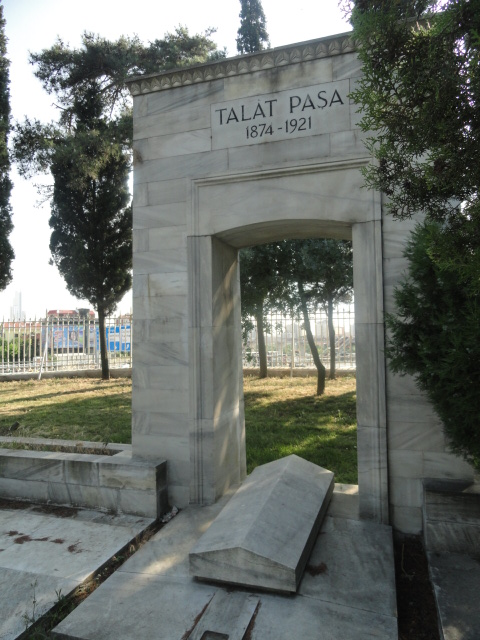
Talat Pasha, l'architetto del genocidio, fu sepolto nel 1943 al Monumento della Libertà, a Istanbul, come eroe nazionale.

Lo storico Erik-Jan Zürcher sostiene che, poiché il Movimento nazionale turco dipendeva dal sostegno di un'ampia coalizione di attori che beneficiarono del genocidio, era impossibile rompere con il passato. Fin dalla fondazione della repubblica, il genocidio è stato visto come una necessità e una ragion di Stato. Molti dei principali responsabili, incluso Talat Pasha, furono acclamati come eroi nazionali della Turchia e molte scuole, strade e moschee portano ancora il loro nome. I detenuti e condannati a morte dal tribunale del dopoguerra per crimini contro gli armeni, come Mehmet Kemal e Behramzade Nusret, furono proclamati martiri nazionali e gloriosi e le loro famiglie furono ricompensate dallo stato con le proprietà armene confiscate. Lo storico turco Taner Akçam afferma che "non è facile per una nazione chiamare assassini e ladri i suoi padri fondatori". Kieser e altri storici sostengono che "la ragione più importante di questa incapacità di accettare la colpevolezza è la centralità dei massacri armeni nella formazione dello stato-nazione turco". Lo storico turco Doğan Gürpınar afferma che riconoscere il genocidio metterebbe in discussione i presupposti fondamentali dello stato-nazione turco.
Un fattore che spiega la negazione è la sindrome di Sèvres, una convinzione popolare che la Turchia sia assediata da implacabili nemici. Nonostante l'improbabilità che il riconoscimento porti a qualsiasi cambiamento territoriale, molti funzionari turchi credono che il riconoscimento del genocidio faccia parte di un complotto per dividere la Turchia o ottenere altre riparazioni. Il riconoscimento del genocidio è percepito dallo stato come una minaccia alla sicurezza nazionale della Turchia, e i turchi che lo fanno sono visti come traditori. Durante la sua ricerca sul campo in un villaggio anatolico negli anni '80, l'antropologo Sam Kaplan scoprì che "una paura viscerale del ritorno degli armeni [... ] e la bonifica delle loro terre attanagliava ancora l'immaginazione locale".

### Distruzione e occultamento delle prove
Un editto del governo ottomano vietava agli stranieri di fotografare i profughi armeni o i cadaveri che si accumulavano ai lati delle strade su cui si svolgevano le marce della morte. I trasgressori erano minacciati di arresto. Le leggi sulla censura rigorosamente applicate impedivano ai sopravvissuti armeni di pubblicare memorie, vietando "qualsiasi pubblicazione in contrasto con le politiche generali dello stato". Coloro che riconoscono il genocidio sono stati perseguiti in base alle leggi contro "l'insulto alla turchicità". Talat Pasha aveva decretato che doveva "fare di tutto per abolire anche la parola 'Armenia' in Turchia". Nella repubblica turca del dopoguerra, il patrimonio culturale armeno è stato oggetto di distruzione sistematica nel tentativo di sradicare la presenza armena. Il 5 gennaio 1916, Enver Pasha ordinò che tutti i nomi di luogo di origine greca, armena o bulgara venissero modificati, una politica pienamente attuata nella successiva repubblica, che continuò negli anni '80. Anche le fosse comuni delle vittime del genocidio furono distrutte, anche se molte esistono ancora. Dopo l'armistizio del 1918, i documenti incriminanti negli archivi ottomani furono sistematicamente distrutti. Scomparvero anche i registri delle corti marziali del dopoguerra a Costantinopoli. Riconoscendo che alcuni documenti d'archivio sostenevano la posizione del governo turco, quest'ultimo annunciò che gli archivi relativi alla "questione armena" sarebbero stati aperti nel 1985. Secondo lo storico turco Halil Berktay, il diplomatico Nuri Birgi condusse in quel momento una seconda epurazione degli archivi. Gli archivi furono ufficialmente aperti nel 1989, ma nella pratica alcuni rimasero sigillati e l'accesso ad altri fu limitato agli studiosi simpatizzanti della narrativa ufficiale turca.

### Storiografia turca
Nel discorso del 1927 di Mustafa Kemal, che fu il fondamento della storiografia kemalista, vengono impiegate le tattiche del silenzio e della negazione per affrontare la violenza contro gli armeni. Come negli altri suoi discorsi, presenta i turchi come innocenti di qualsiasi illecito e come vittime delle orribili atrocità armene. Per decenni, la storiografia turca ha ignorato il genocidio armeno. Una delle prime eccezioni fu l'autore sul genocidio Esat Uras, che pubblicò Tarihte Ermeniler ve Ermeni meselesi (Gli armeni nella storia e la questione armena) nel 1950. Il libro di Uras, probabilmente scritto in risposta al dopoguerra alle rivendicazioni territoriali sovietiche, era una nuova sintesi delle precedenti argomentazioni dispiegate dal CUP durante la guerra e collegava la negazione del tempo di guerra con la "narrazione ufficiale" sul genocidio sviluppata negli anni '80.

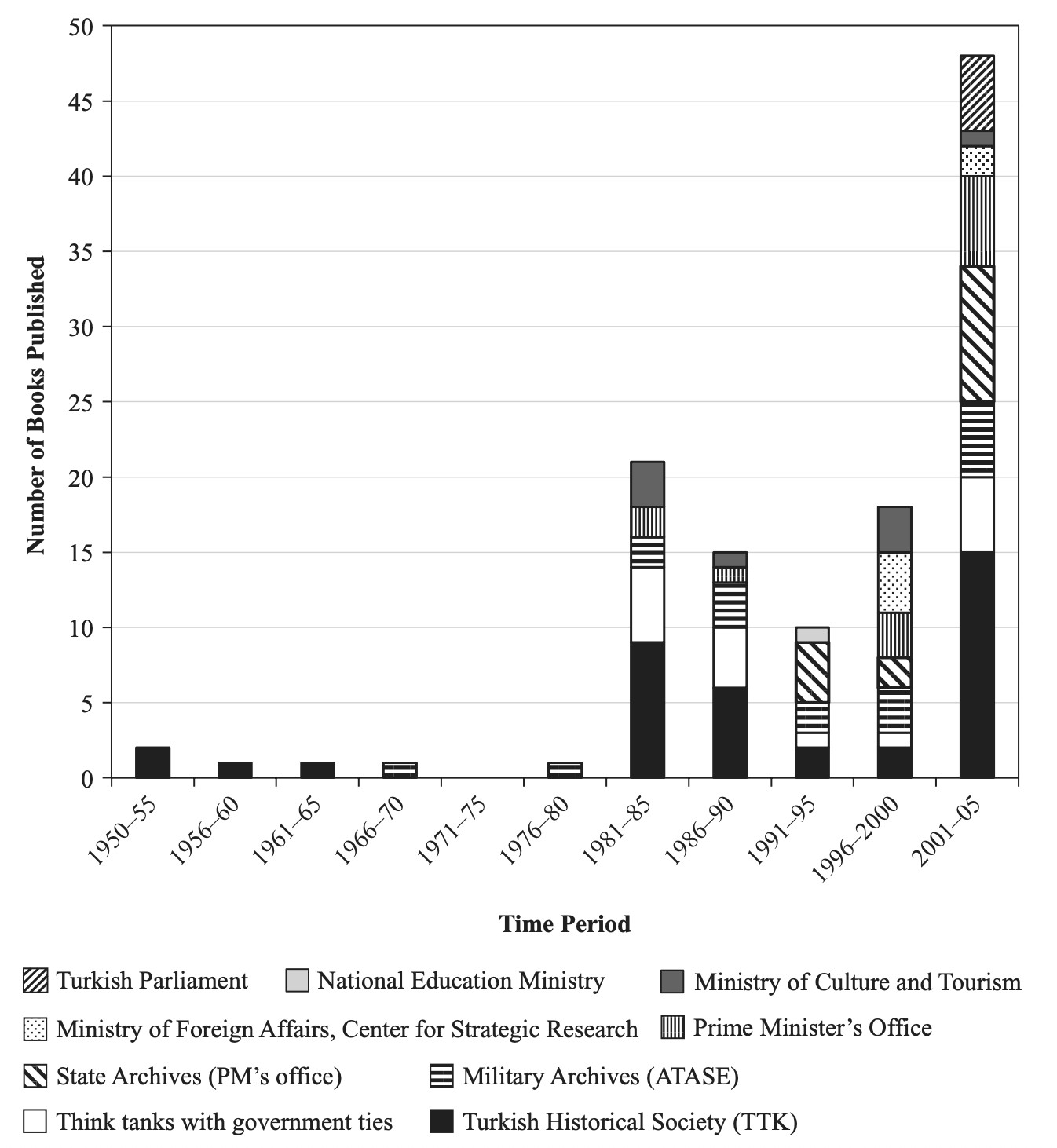
Numero di pubblicazioni ufficiali o quasi ufficiali sulla "questione armena"

Negli anni '80, a seguito degli sforzi armeni per il riconoscimento del genocidio e di un'ondata di omicidi da parte di militanti armeni, la Turchia iniziò a presentare una narrazione ufficiale della "questione armena", che la inquadrava come una questione di terrorismo contemporaneo piuttosto che di genocidio storico. Diplomatici in pensione furono reclutati per scrivere opere negazioniste, completate senza metodologia professionale o standard etici e basate su informazioni d'archivio raccolte in scelte selettive per i turchi e sfavorevoli agli armeni. Il Consiglio per l'istruzione superiore fu istituito nel 1981 dalla giunta militare turca e secondo lo storico Gürpınar fu determinante nel cementare "una borsa di studio alternativa, 'nazionale' con un proprio sistema di riferimento". Oltre alla ricerca accademica, Türkkaya Ataöv insegnò il primo corso universitario sulla "questione armena" nel 1983. Nel ventunesimo secolo, la Società Storica Turca, nota per le pubblicazioni che sostenevano la posizione ufficiale del governo turco aveva come una delle sue funzioni principali il contrasto alle rivendicazioni del genocidio.
Intorno al 1990, Akçam, lavorando in Germania, fu il primo storico turco a riconoscere e studiare il genocidio. Durante gli anni '90, iniziarono a stabilirsi in Turchia le prime università private, mettendo in discussione le opinioni sponsorizzate dallo stato. Nel 2005, gli accademici di tre università turche organizzarono una conferenza accademica sul genocidio. La conferenza, programmata per maggio 2005, venne sospesa a seguito di una campagna di intimidazioni, ma alla fine si tenne a settembre. La conferenza rappresentava la prima grande sfida ai miti fondatori della Turchia nel discorso pubblico del paese e portava alla creazione di una storiografia alternativa e non negazionista da parte di accademici d'élite a Istanbul e Ankara, parallelamente a una storiografia negazionista in corso. Gli accademici turchi che accettano e studiano il genocidio come un fatto sono stati oggetto di minacce di morte e di perseguimento penale per aver "insultato la turchicità". Gli studiosi occidentali generalmente ignorano la storiografia negazionista turca perché considerano i suoi metodi poco accademici, specialmente nell'uso selettivo delle fonti.

### Istruzione
Le scuole turche, pubbliche o private, sono tenute a utilizzare libri di testo di storia approvati dal Ministero dell'Istruzione. Lo stato usa questo monopolio per aumentare il sostegno alla posizione negazionista ufficiale, diffamando gli armeni e presentandoli come nemici. Per decenni, questi libri di testo non hanno menzionato gli armeni come parte della storia ottomana. Dagli anni '80, i libri di testo discutono degli "eventi del 1915", ma deviano la colpa dal governo ottomano ad altri attori. Accusano le potenze imperialiste di manipolare gli armeni per minare l'impero e affermano che gli armeni hanno commesso un tradimento o hanno rappresentato una minaccia. Alcuni libri di testo ammettono che si sono verificate deportazioni e che gli armeni sono morti, ma presentano questa azione come necessaria e giustificata. Dal 2005, i libri di testo accusano gli armeni di aver perpetrato un genocidio contro i musulmani turchi. Nel 2003, agli studenti di ogni livello scolastico è stato chiesto di scrivere saggi per confutare il genocidio.

### Società

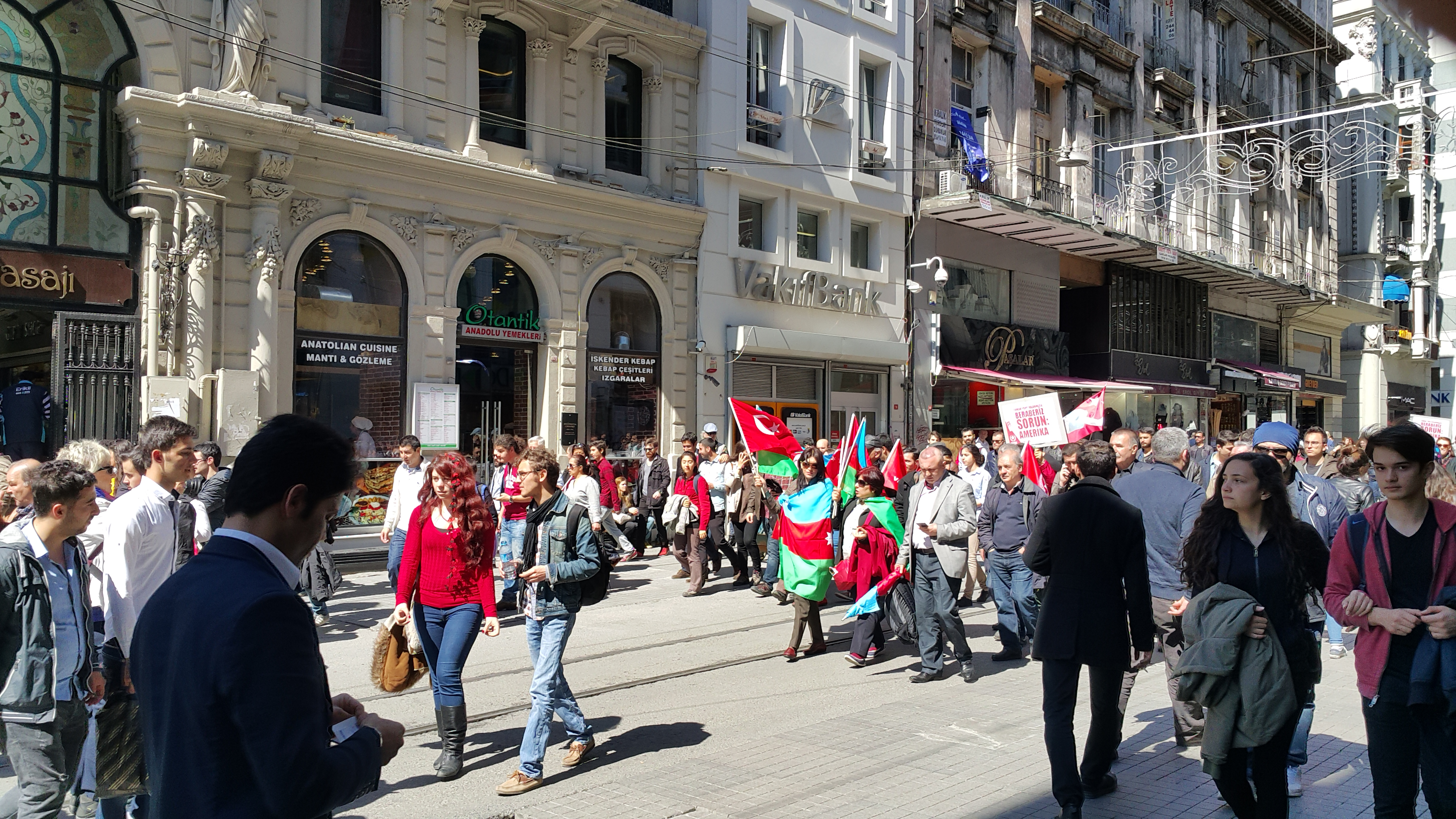
Una protesta contro il riconoscimento del genocidio armeno nel 100º anniversario su İstiklal Caddeso, Istanbul

Per decenni, il genocidio è stato un argomento tabù nella società turca. Göçek afferma che è l'interazione tra stato e società a rendere la negazione così persistente. Oltre allo stato turco, anche gli intellettuali e la società civile turchi hanno negato il genocidio. La narrativa turca che si occupa del genocidio in genere lo nega, mentre sostiene che la narrativa di fantasia si basa su eventi reali. Notando che molte persone nella Turchia orientale hanno tramandato ricordi dell'evento, lo studioso di genocidio Uğur Ümit Üngör afferma che "il governo turco sta negando un genocidio che la sua stessa popolazione ricorda". Lo stato turco e la maggior parte della società si sono impegnati in un simile silenzio riguardo ad altre persecuzioni etniche e violazioni dei diritti umani nell'Impero ottomano e nella Turchia repubblicana contro greci, assiri, curdi, ebrei e aleviti.
La maggior parte dei turchi sostiene le politiche dello stato in materia di negazione del genocidio. Alcuni ammettono che si siano verificati massacri, ma li considerano come risposte giustificate al tradimento armeno. Molti considerano ancora gli armeni una quinta colonna. Secondo Halil Karaveli, "la parola [genocidio] incita forti reazioni emotive tra i turchi di tutti i ceti sociali e di ogni inclinazione ideologica". Il giornalista turco-armeno Hrant Dink è stato schietto nella sua difesa nell'affrontare le verità storiche per ottenere una società migliore e la riconciliazione tra i gruppi etnici. È stato perseguito per aver insultato la turchicità ed è stato assassinato nel 2007 da un ultranazionalista turco. Nel 2013, uno studio condotto sugli studenti universitari turchi negli Stati Uniti ha rilevato che il 65% era d'accordo con l'opinione ufficiale secondo cui le morti armene si erano verificate a causa di "guerre intercomunali" e che un altro 10% accusava gli armeni di aver causato la violenza. Un sondaggio del 2014 ha rilevato che solo il 9% dei cittadini turchi pensava che il proprio governo dovesse riconoscere il genocidio. Molti credono che tale riconoscimento sia imposto dagli armeni e dalle potenze straniere senza alcun beneficio per la Turchia. Molti curdi, che hanno subito la repressione politica in Turchia, hanno riconosciuto e condannato il genocidio.

### Politica
Il partito conservatore islamico della Giustizia e dello Sviluppo (AKP) è salito al potere nel 2002 e ha adottato un approccio alla storia critico sia nei confronti del CUP che della prima era repubblicana. Questa posizione ha inizialmente portato a una certa liberalizzazione e a una più ampia gamma di opinioni che potevano essere espresse nella sfera pubblica. L'AKP ha presentato il suo approccio agli "eventi del 1915" come alternativa alla negazione del genocidio e al riconoscimento del genocidio, sottolineando la sofferenza condivisa.  Nel tempo, e soprattutto dopo il fallito colpo di Stato del 2016, il governo dell'AKP è diventato sempre più autoritario; la repressione politica e la censura hanno reso più arduo discutere di argomenti controversi come il genocidio armeno. Al 2020, tutti i principali partiti politici in Turchia, ad eccezione del Partito Democratico dei Popoli pro-curdo (HDP), così come molti media e organizzazioni della società civile pro e anti-governativi, sostengono il negazionismo. Sia il governo che i partiti di opposizione si sono fortemente opposti al riconoscimento del genocidio negli altri paesi. Nessun governo turco ha ammesso che quello che è successo agli armeni sia stato un crimine, meno che mai un genocidio. Il 24 aprile 2019, il primo ministro Recep Tayyip Erdoğan ha twittato: "Il trasferimento delle bande armene e dei loro sostenitori [...] era l'azione più ragionevole che si potesse intraprendere in un tale periodo".

## Relazioni internazionali della Turchia
Gli sforzi turchi per proiettare la propria negazione del genocidio all'estero risalgono agli anni '20, o, in alternativa, al genocidio stesso. Lo sforzo secolare della Turchia di negare il genocidio armeno lo distingue dagli altri attori nella storia. Secondo lo studioso del genocidio Roger W. Smith, "In nessun altro caso un governo ha fatto di tutto per negare che si sia verificato un genocidio di massa".  Al centro della capacità della Turchia di negare il genocidio e contrastare il suo riconoscimento è la posizione strategica del paese in Medio Oriente, l'alleanza con l'Occidente durante la Guerra fredda e l'adesione alla NATO. Gli storici hanno descritto il ruolo di altri paesi nel consentire la negazione del genocidio della Turchia come una forma di collusione.
Alla Conferenza di Losanna del 1922-1923, i rappresentanti turchi ripeterono la versione della storia armena che era stata sviluppata durante la guerra. Il risultante Trattato di Losanna annullò il precedente Trattato di Sèvres che aveva imposto il perseguimento dei criminali di guerra ottomani e la restituzione delle proprietà ai sopravvissuti cristiani. Losanna, invece, permise l'impunità a tutti i colpevoli.  Dopo il colpo di Stato militare turco del 1980, la Turchia ha sviluppato metodi più istituzionalizzati per contrastare le rivendicazioni del genocidio. Nel 1981, il ministero degli Esteri ha istituito un ufficio dedicato (İAGM) specificamente per promuovere la visione turca del genocidio armeno. Nel 2001, un'ulteriore centralizzazione ha creato l'ASİMKK, il "Consiglio di coordinamento contro le accuse di genocidio senza fondamento". L'Istituto per la ricerca armena, un think tank che si occupa esclusivamente della questione armena, è stato creato nel 2001 in seguito al riconoscimento del genocidio da parte del parlamento francese. L'ASİMKK è stato sciolto dopo il referendum costituzionale turco del 2017.
Secondo il sociologo Levon Chorbajian, il "modus operandi" della Turchia rimane coerente e cerca posizioni massimaliste, non offre compromessi anche se a volte le accenna, e impiega intimidazioni e minacce. Il ministero degli Esteri turco, motivato dalla credenza di una cospirazione ebraica globale, ha reclutato ebrei turchi per partecipare agli sforzi negazionisti. I leader ebrei turchi hanno aiutato a sconfiggere le risoluzioni che riconoscevano il genocidio e hanno evitato di menzionarlo alle conferenze accademiche e nei musei dell'Olocausto. Al 2015, la Turchia ha speso ogni anno milioni di dollari per fare pressione contro il riconoscimento del genocidio. Akçam ha dichiarato nel 2020 che la Turchia ha definitivamente perso la guerra dell'informazione sul genocidio armeno sia sul fronte accademico che diplomatico, trattando la sua narrativa ufficiale come un normale negazionismo.

### Germania

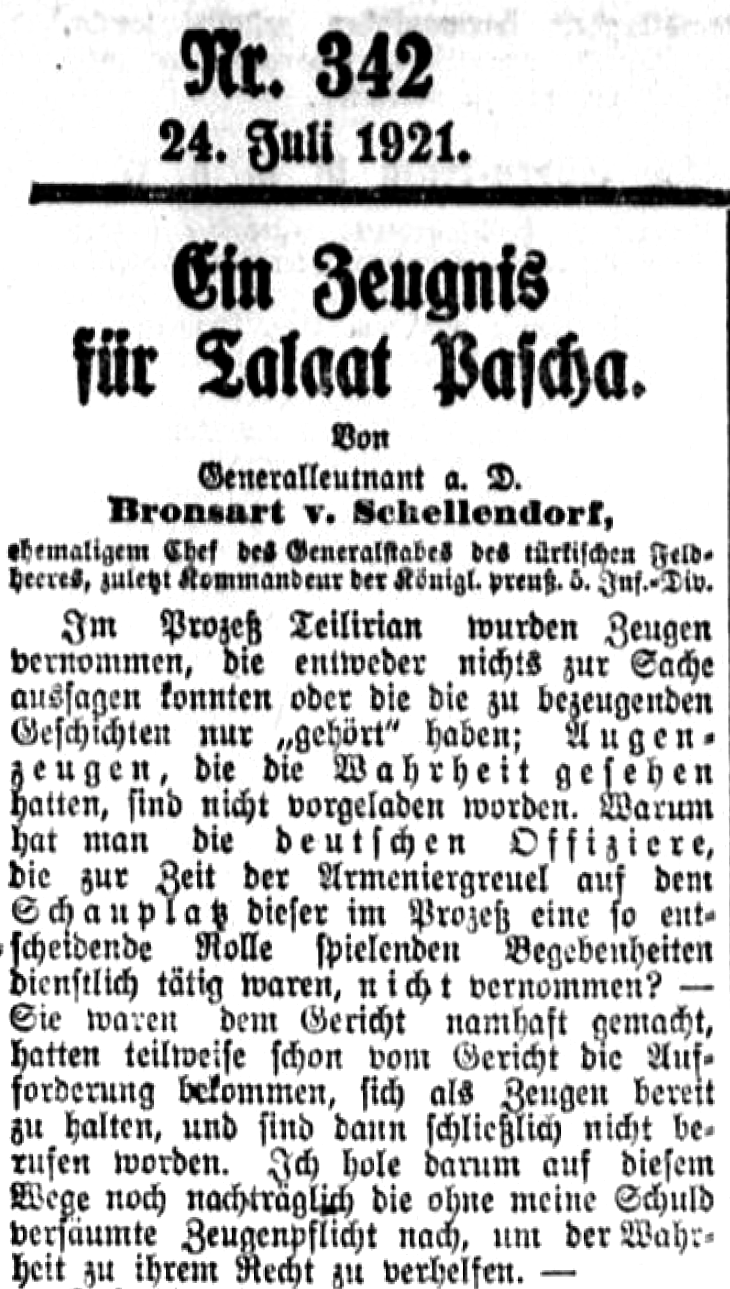
"Un Tributi for Talaat Pasha" del generale tedesco Fritz Bronsart von Schellendorf, pubblicato sulla Deutsche Allgemeine Zeitung il 24 luglio 1921.

Dal 1915 al 1918, la Germania e l'Impero ottomano intrapresero "sforzi di propaganda congiunti di negazione". I giornali tedeschi ripetevano la negazione del governo ottomano di commettere le atrocità e le storie di un presunto tradimento armeno. Il manuale di censura del governo imponeva limiti rigorosi al discorso sugli armeni, sebbene le sanzioni per le violazioni fossero leggere. L'11 gennaio 1916, il deputato socialista Karl Liebknecht sollevò la questione del genocidio armeno al Reichstag, ricevendo la risposta che il governo ottomano era "stato costretto, a causa delle macchinazioni sediziose dei nostri nemici, a trasferire la popolazione armena di alcune zone, e ad assegnare loro nuovi luoghi di residenza”. Le risate interruppero le domande successive di Liebknecht. Durante il processo nel 1921 di Soghomon Tehlirian per l'assassinio di Talat Pasha, furono rivelate così tante prove che la negazione divenne insostenibile. I nazionalisti tedeschi invece dipinsero come giustificato quello che riconoscevano come lo sterminio intenzionale del popolo armeno.
Nel marzo 2006, gruppi nazionalisti turchi organizzarono due manifestazioni a Berlino intese a commemorare "l'omicidio di Talat Pasha" e a protestare contro "la menzogna del genocidio". I politici tedeschi criticarono la marcia e l'affluenza fu bassa. Quando il Bundestag votò per riconoscere il genocidio armeno nel 2016, i media turchi criticarono duramente la risoluzione e undici deputati di origine turca ricevettero la protezione dalla polizia a causa delle minacce di morte. La grande comunità turca tedesca è stata citata come una ragione per cui il governo ha esitato, e le organizzazioni turche hanno fatto pressioni contro la risoluzione e hanno organizzato manifestazioni.

### Stati Uniti
Lo storico Donald Bloxham afferma che: "In un senso molto reale, la 'negazione del genocidio' è stata accettata e promossa dal governo degli Stati Uniti prima ancora che il termine genocidio fosse coniato". Nella Turchia tra le due guerre, importanti diplomatici americani come Mark L. Bristol e Joseph Grew hanno approvato la visione nazionalista turca secondo la quale il genocidio armeno era una guerra contro le forze dell'imperialismo. Nel 1922, prima di ricevere la concessione Chester, Colby Chester sostenne che i cristiani dell'Anatolia non furono massacrati; il suo scritto espose molti dei temi della successiva negazione del genocidio. Negli anni '30, l'ambasciata turca affondò un progetto di adattamento cinematografico del popolare romanzo di Franz Werfel "I quaranta giorni del Mussa Dagh" della società americana MGM, minacciando il boicottaggio dei film americani. Le ambasciate turche, con il sostegno del Dipartimento di Stato degli Stati Uniti, demolirono i tentativi di far rivivere il film negli anni '50 e '60.
La Turchia iniziò la politica lobbying intorno al 1975. Şükrü Elekdağ, ambasciatore turco negli Stati Uniti dal 1979 al 1989, lavorò in modo aggressivo per contrastare la tendenza al riconoscimento del genocidio armeno corteggiando accademici, interessi economici e gruppi ebraici. I membri del comitato del Museo commemorativo dell'Olocausto degli Stati Uniti riferirono che Elekdağ disse loro che la sicurezza degli ebrei in Turchia non era garantita se il museo avesse coperto il genocidio armeno. Sotto il suo mandato fu fondato l'Istituto di Studi turchi (ITS), finanziato con 3 milioni di dollari dalla Turchia e il paese spese 1 milione di dollari all'anno sulle pubbliche relazioni. Nel 2000, Elekdağ denunciò che l'ITS aveva "perso la sua funzione e la sua efficacia". La Turchia minacciò di tagliare l'accesso degli Stati Uniti alle principali basi aeree in Turchia, se avesse riconosciuto il genocidio. Nel 2007, fallì una risoluzione del Congresso per il riconoscimento del genocidio a causa della pressione turca. Gli oppositori del disegno di legge affermarono che si era verificato un genocidio, ma opponendosi al riconoscimento formale per preservare le buone relazioni con la Turchia. Ogni anno dal 1994, il presidente degli Stati Uniti emette un messaggio commemorativo il 24 aprile. La Turchia a volte ha fatto delle concessioni per impedire al presidente statunitense di usare la parola "genocidio".  Nel 2019, entrambe le camere del Congresso hanno approvato risoluzioni che riconoscono formalmente il genocidio. Il 24 aprile 2021, il giorno della memoria del genocidio armeno, il presidente Joe Biden ha definito gli eventi come "genocidio" in una dichiarazione rilasciata dalla Casa Bianca.

### Regno Unito
L'avvocato per i diritti umani Geoffrey Robertson ha affermato che intorno al 2000 "il negazionismo del genocidio si era radicato nel Dipartimento orientale [del Ministero degli esteri e del Commonwealth (FCO)] a tal punto da informare i ministri con uno spudorato disprezzo per i fatti facilmente accertabili" come i propri documenti dell'epoca. Nel 2006, in risposta a un dibattito avviato dal deputato Steven Pound, un rappresentante dell'FCO ha affermato che il Regno Unito non ha riconosciuto il genocidio perché le prove non erano sufficientemente inequivocabili".

### Israele
Secondo gli storici Rıfat Bali e Marc David Baer, la negazione del genocidio armeno ha rappresentato il fattore più importante nella normalizzazione delle relazioni Israele-Turchia. La Conferenza Internazionale sull'Olocausto e il Genocidio del 1982, che ebbe luogo a Tel Aviv, includeva sei presentazioni sul genocidio armeno. La Turchia minacciò che se la conferenza si fosse tenuta, avrebbe chiuso i suoi confini ai rifugiati ebrei dall'Iran e dalla Siria, mettendo in pericolo le loro vite. Di conseguenza, il ministero degli Esteri israeliano si unì allo sforzo, alla fine infruttuoso, di annullare la conferenza.
Nell'aprile 2001, un giornale turco citò il ministro degli Esteri Shimon Peres affermando: "Rifiutiamo i tentativi di creare una somiglianza tra l'Olocausto e le accuse armene. Non accadde nulla di simile all'Olocausto. È una tragedia quello che hanno passato gli armeni, ma non un genocidio." Secondo Charny e Auron, questa affermazione ha superato il limite nella negazione attiva del genocidio armeno. Lo studioso Eldad Ben Aharon ritiene che Peres abbia semplicemente reso esplicita quella che era stata la politica di Israele dal 1948. Le relazioni Israele-Turchia si sono deteriorate alla fine degli anni 2010, ma le relazioni tra Israele con l'Azerbaigian sono strette e l'Associazione Internazionale Azerbaigian-Israele ha fatto pressioni contro il riconoscimento del genocidio.

## Negazionismo nel mondo accademico
Fino al XXI secolo, gli studi ottomani e turchi emarginarono le uccisioni di armeni, le quali furono ritratte da molti accademici come una misura bellica giustificata dall'emergenza, evitando di discutere in modo approfondito. Questi campi godono da tempo di stretti legami istituzionali con lo Stato turco. Le dichiarazioni di questi accademici sono state citate per promuovere l'agenda turca negazionista. Gli storici che hanno riconosciuto il genocidio temevano ritorsioni professionali per aver espresso le loro opinioni. La metodologia della negazione è stata paragonata alle tattiche dell'industria del tabacco o della negazione del riscaldamento globale: finanziare ricerche faziose, creare una cortina fumogena di dubbi e produrre quindi una controversia nella quale non esiste una vera disputa accademica.
A partire dagli anni '80, il governo turco ha finanziato istituti di ricerca per impedire il riconoscimento del genocidio. Il 19 maggio 1985, il New York Times e il Washington Post pubblicarono un annuncio pubblicitario dell'Assemblea delle associazioni turche americane in cui 69 accademici, la maggior parte dei quali professori di storia ottomana che lavoravano all'epoca negli Stati Uniti, invitavano il Congresso a non adottare la risoluzione sul genocidio armeno. Molti dei firmatari ricevettero borse di ricerca finanziate dal governo turco e per la gran parte non erano specialisti del tardo impero ottomano. Heath Lowry, direttore dell'Istituto di studi turchi, contribuì a raccogliere le firme; per i suoi sforzi, Lowry ricevette il Premio della Fondazione per la promozione e il riconoscimento della Turchia. Nel decennio successivo, la Turchia finanziò sei cattedre di studi ottomani e turchi per contrastare il riconoscimento del genocidio; Lowry venne nominato a una delle cattedre. Secondo lo storico Keith David Watenpaugh, la risoluzione ebbe "un'influenza terribile e duratura sulla nascente generazione di studiosi".  Nel 2000, Elekdağ ammesse che la dichiarazione era diventata inutile perché nessuno dei firmatari originali oltre a Justin McCarthy avrebbe accettato di firmare un'altra dichiarazione simile.
Il negazionismo accademico più recente negli Stati Uniti si è concentrato su una presunta rivolta armena, che si dice giustifichi la persecuzione degli armeni come una legittima controinsurrezione. Nel 2009, l'Università dello Utah aprì il suo "Progetto di studi turchi", finanziato dalla Turkish Coalition of America (TCA) e guidato da M. Hakan Yavuz, con Elekdağ nel comitato consultivo. La University of Utah Press ha pubblicato diversi libri che negano il genocidio, a cominciare da The Armenian Massacres in Ottoman Turkey (2006) di Guenter Lewy. Il libro di Lewy era stato rifiutato da undici editori e, secondo Marc Mamigonian, era diventato "uno dei testi chiave della negazione moderna". La TCA ha anche fornito supporto finanziario a diversi autori tra cui McCarthy, Michael Gunter, Yücel Güçlü e Edward J. Erickson per aver scritto libri che negano il genocidio armeno. Secondo Richard G. Hovannisian, dei recenti negazionisti nel mondo accademico, quasi tutti hanno collegamenti con la Turchia e quelli con cittadinanza turca hanno tutti lavorato per il ministero degli Esteri turco.

### Controversie sull'integrità accademica
Molti studiosi considerano non etico per gli accademici negare il genocidio armeno. Oltre a ciò, ci sono state diverse controversie sull'integrità accademica relative alla negazione del genocidio. Nel 1990, lo psichiatra Robert Jay Lifton ricevette una lettera da Nüzhet Kandemir, ambasciatore turco negli Stati Uniti, che mise in discussione i riferimenti al genocidio armeno in uno dei libri di Lifton. L'ambasciatore incluse inavvertitamente una bozza di una lettera di Lowry che consigliava all'ambasciatore su come prevenire la menzione del genocidio armeno nelle opere accademiche. Lowry fu in seguito nominato Professor di Studi ottomani all'Università di Princeton, che il governo turco aveva dotato di una sovvenzione di 750.000 dollari. Le sue azioni sono state descritte come "sovversione dell'erudizione". In seguito affermò che era stato un errore aver scritto la lettera.
Nel 2006, lo storico ottomano Donald Quataert, uno dei 69 firmatari della dichiarazione del 1985 al Congresso degli Stati Uniti recensì The Great Game of Genocide, (Il Grande Gioco del genocidio) un libro sul genocidio armeno, concordando sul fatto che "genocidio" fosse la parola giusta da utilizzare; l'articolo metteva in discussione quello che Quataert chiamava "il muro del silenzio ottomano" sulla questione. Settimane dopo, si dimise da presidente del consiglio di amministrazione dell'Istituto di studi turchi dopo che i funzionari turchi minacciarono che se non avesse ritrattato le sue dichiarazioni, il finanziamento dell'istituto sarebbe stato ritirato. Diversi membri del consiglio si dimisero e sia la Middle East Studies Association che la Turkish Studies Association criticarono la violazione della libertà accademica di Quataert.
In una conferenza tenuta nel giugno 2011, Akçam dichiarò che un funzionario del ministero degli Esteri turco gli disse che il governo turco stava offrendo denaro agli accademici negli Stati Uniti per negare il genocidio, notando la coincidenza tra ciò che veniva affermato dalla sua fonte e il libro di Gunter Armenian History and the Question of Genocide. Hovannisian ritiene che i libri che negano il genocidio siano pubblicati a causa di difetti nella revisione paritaria che portano a "un forte legame tra diversi revisori reciprocamente simpatici" senza sottoporre i libri ad accademici che indicherebbero gli errori.

## Analisi delle rivendicazioni
La visione ufficiale turca si basa sulla convinzione che il genocidio armeno sia stata un'azione statale legittima e che quindi non possa essere contestata per motivi legali o morali. Le pubblicazioni da questo punto di vista condividono molti dei fatti di base con le storie non negazioniste, ma differiscono nella loro interpretazione e nell'enfasi. In linea con la giustificazione del CUP delle sue azioni, le opere negazioniste ritraggono gli armeni come una minaccia esistenziale per l'impero in periodo di guerra, mentre rifiutano l'intento del CUP di sterminare il popolo armeno. Lo storico Ronald Grigor Suny riassume il principale argomento negazionista nella frase: "Non c'è stato nessun genocidio e gli armeni ne sono stati responsabili".
Le opere negazioniste ritraggono gli armeni come terroristi e secessionisti, spostando la colpa dal CUP agli armeni. Secondo questa logica, le deportazioni di civili armeni erano una risposta giustificata e proporzionata al tradimento armeno, reale o percepito dalle autorità ottomane. I sostenitori citano la dottrina della necessità militare e attribuiscono la responsabilità collettiva a tutti gli armeni per la resistenza militare di alcuni, nonostante il fatto che la legge di guerra criminalizzasse l'uccisione deliberata di civili. I decessi sono attribuiti a fattori che sfuggono al controllo delle autorità ottomane, come condizioni meteorologiche, malattie o funzionari locali canaglia. Viene negato il ruolo dell'Organizzazione speciale e i massacri sono invece attribuiti ai curdi, "briganti" e alle "bande armate" che presumibilmente operavano al di fuori del controllo del governo centrale.
Altri argomenti includono:
- Che ci fosse una "guerra civile" o una rivolta armena generalizzata pianificata dalla Federazione Rivoluzionaria Armena (ARF) in collusione con la Russia.[274][275] Né gli archivi ottomani né altre fonti supportano questa ipotesi, come ammesso da un sostenitore di questa teoria, Edward Erickson.[264][276][277]
- Che il numero di armeni morti era di 300.000 o meno, forse non più di 100.000.[278] Bloxham vede questo come parte di un tema più generale di sottostimare deliberatamente la presenza armena nell'Impero ottomano per minare qualsiasi richiesta di autonomia o indipendenza.[279]
- Il fatto che alcuni gruppi di armeni siano stati risparmiati, cosa che sostengono i sostenitori, dimostra che non ci fu alcuno sforzo sistematico per sterminare il popolo armeno.[280] Alcuni hanno affermato falsamente che gli armeni cattolici e protestanti e le famiglie dei soldati armeni che prestavano servizio nell'esercito ottomano non furono deportati.[281] La sopravvivenza degli armeni di Smirne e Costantinopoli, pianificata dal CUP ma realizzata solo in parte a causa della pressione tedesca, è anche citata per negare che la dirigenza del CUP avesse intenti genocidi.[282][283]
- False affermazioni secondo cui i governanti ottomani hanno intrapreso azioni per salvaguardare le vite e le proprietà degli armeni durante la loro deportazione e hanno perseguito 1.397 persone per aver danneggiato gli armeni durante il genocidio.[284][285]
- Che molte delle fonti citate dagli storici del genocidio sono inaffidabili o falsificate, compresi i resoconti dei sopravvissuti armeni e dei diplomatici occidentali[2][286] e gli atti del tribunale militare speciale ottomano,[287][288][289] al punto che l'Archivio del Primo Ministro ottomano è considerato l'unica fonte affidabile.[290]
- L'affermazione che i turchi sono incapaci di commettere un genocidio, un argomento spesso sostenuto da pretese esagerate di benevolenza ottomana e turca nei confronti degli ebrei.[291] In una cerimonia ufficiale per commemorare l'Olocausto nel 2014, il ministro degli Esteri turco Mevlüt Çavuşoğlu aveva affermato che, contrariamente all'Europa cristiana, "non c'è traccia di genocidio nella nostra storia".[292] Durante una visita in Sudan nel 2006, il primo ministro Recep Tayyip Erdoğan aveva negato che ci fosse stato un genocidio in Darfur perché "un musulmano non può commettere un genocidio".[293][294]
- Le pretese del genocidio derivano da una visione del mondo prevenuta, anti-turca od orientalista.[243]
- All'estremo limite delle affermazioni negazioniste vi è anche l'idea che non sono stati i turchi a commettere il genocidio contro gli armeni, ma viceversa, come espresso dal Memoriale e museo del genocidio di Iğdır.[1]

La negazione del genocidio armeno viene spesso paragonata alla negazione dell'Olocausto a causa di simili tattiche di travisamento delle prove, falsa equivalenza, sostenendo che le atrocità sono state inventate dalla propaganda di guerra e che potenti lobby fabbricano accuse di genocidio per il proprio profitto, sussumendo lo sterminio sistematico unilaterale sui morti di guerra e trasferire la colpa dagli autori alle vittime del genocidio. Entrambe le forme di negazionismo condividono l'obiettivo di riabilitare le ideologie che hanno portato al genocidio.

## Giuridicità
Secondo l'ex giudice del Tribunale penale internazionale per l'ex Jugoslavia (ICTY) Flavia Lattanzi, l'attuale "negazione delle passate colpe delle autorità ottomane e turche è una nuova violazione del diritto internazionale".
Alcuni paesi europei hanno adottato leggi per criminalizzare la negazione del genocidio; tali leggi sono controverse e gli oppositori sostengono che ledono la libertà di parola. Nel 1993, i giornali francesi pubblicarono diverse interviste con lo storico Bernard Lewis in cui sosteneva che non c'era stato un genocidio armeno perché gli armeni si erano impossessati del loro destino. Un pubblico ministero francese avviò un procedimento penale contro di lui per queste dichiarazioni ai sensi della legge Gayssot. L'accusa cadde, poiché la corte stabilì che la legge non si applicava agli eventi antecedenti alla seconda guerra mondiale. In un procedimento civile del 1995 avviato da tre sopravvissuti al genocidio armeno, un tribunale francese censurò le osservazioni di Lewis ai sensi dell'articolo 1382 del codice civile e lo multò di un franco, ordinando la pubblicazione della sentenza a spese di Lewis su Le Monde. La corte stabilì che mentre Lewis avesse il diritto alle sue opinioni, la sua espressione ha danneggiato una terza parte e che "nascondendo gli elementi contrari alla sua tesi, ha potuto affermare che non c'era nessuna 'prova seria' del genocidio armeno".
Nel marzo 2007, un tribunale svizzero dichiarò Doğu Perinçek, membro del Comitato Talat Pasha (dal nome del principale autore del genocidio), colpevole ai sensi della legge svizzera che vietava la negazione del genocidio. Perinçek presentò ricorso e a dicembre, e il Tribunale federale svizzero confermò la sua sentenza. La Corte europea dei diritti dell'uomo (CEDU) ribaltò la sentenza Perinçek v. Svizzera per motivi di libertà di parola. Dal momento che la Corte EDU stabiliva che gli Stati membri possono criminalizzare la negazione dell'Olocausto, il verdetto venne criticato per aver creato un doppio standard tra l'Olocausto e altri genocidi, insieme al mancato riconoscimento dell'anti-armenismo come motivazione per la negazione del genocidio. Sebbene la corte non si sia pronunciata sul fatto che gli eventi del 1915 costituissero un genocidio, diverse opinioni separate riconobbero il genocidio come un fatto storico. Perinçek travisò il verdetto affermando: "Abbiamo messo fine alla menzogna del genocidio".

## Conseguenze

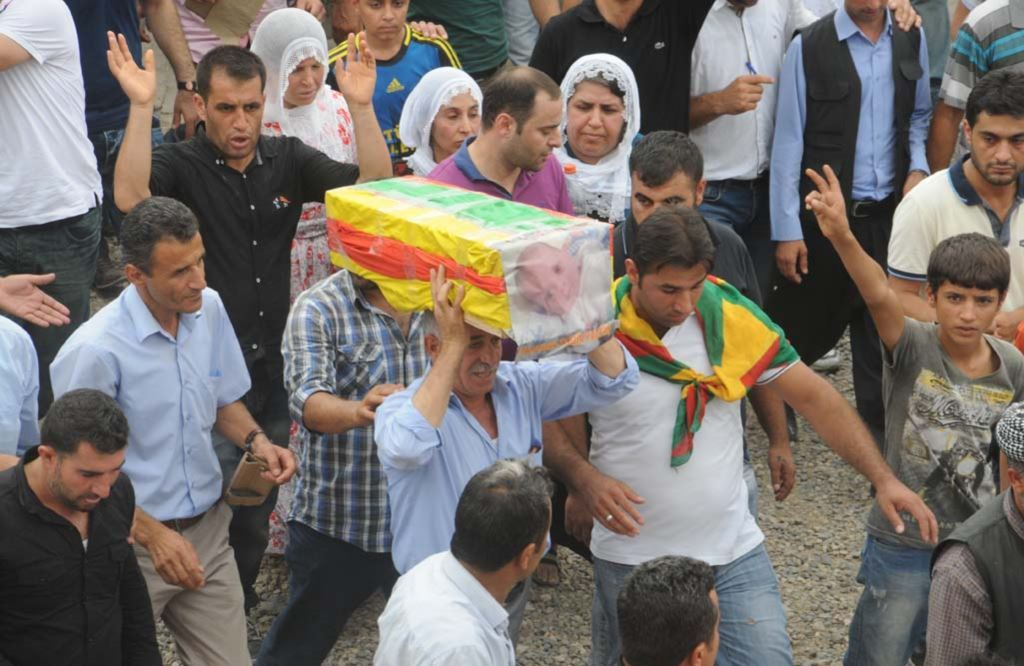
Funerale di un bambino ucciso negli scontri di Şırnak, 2015

Kieser, Göçek e Cheterian sostengono che la negazione in corso impedisce alla Turchia di raggiungere una piena democrazia, inclusi il pluralismo e i diritti umani, e che questa negazione favorisce la repressione statale dei gruppi minoritari in Turchia, in particolare dei curdi. Akçam afferma che la negazione del genocidio "razionalizza la persecuzione violenta delle minoranze religiose ed etniche" e desensibilizza la popolazione a futuri episodi di violenza di massa. Fino a quando lo stato turco non riconoscerà il genocidio, sostiene, "lì c'è sempre un potenziale che possa farlo nuovamente". Vicken Cheterian afferma che la negazione del genocidio "inquina la cultura politica di intere società, dove la violenza e le minacce diventano parte di un esercizio politico che degrada i diritti fondamentali e la pratica democratica". Riconoscendo il genocidio armeno nell'aprile 2015, Papa Francesco ha aggiunto che "nascondere o negare il male è come lasciare che una ferita continui a sanguinare senza medicarla".
La negazione ha colpito anche gli armeni, in particolare quelli che vivono in Turchia. Lo storico Talin Suciyan afferma che il genocidio armeno e la sua negazione "hanno portato a una serie di altre politiche che hanno perpetuato il processo liquidando le loro proprietà, mettendo a tacere ed emarginando i sopravvissuti e normalizzando tutte le forme di violenza contro di loro". Secondo un articolo del Journal of Aggression, Maltreatment & Trauma, "[la negazione] impedisce la guarigione delle ferite inflitte dal genocidio e costituisce un attacco all'identità collettiva e alla continuità culturale nazionale delle persone vittime". Göçek sostiene che "la mancanza di riconoscimento impedisce letteralmente alle ferite aperte dalla violenza del passato di non guarire mai". Le attività dei gruppi militanti armeni negli anni '70 e '80, come l'Esercito segreto armeno per la liberazione dell'Armenia e i Commandi di giustizia del genocidio armeno, sono state causate in parte dal fallimento degli sforzi pacifici per ottenere il riconoscimento turco del genocidio. Alcuni storici, come Stefan Ihrig, hanno sostenuto che l'impunità per gli autori del genocidio armeno, così come il silenzio o la giustificazione degli astanti del crimine, abbiano incoraggiato gli autori dell'Olocausto.

### Relazioni internazionali

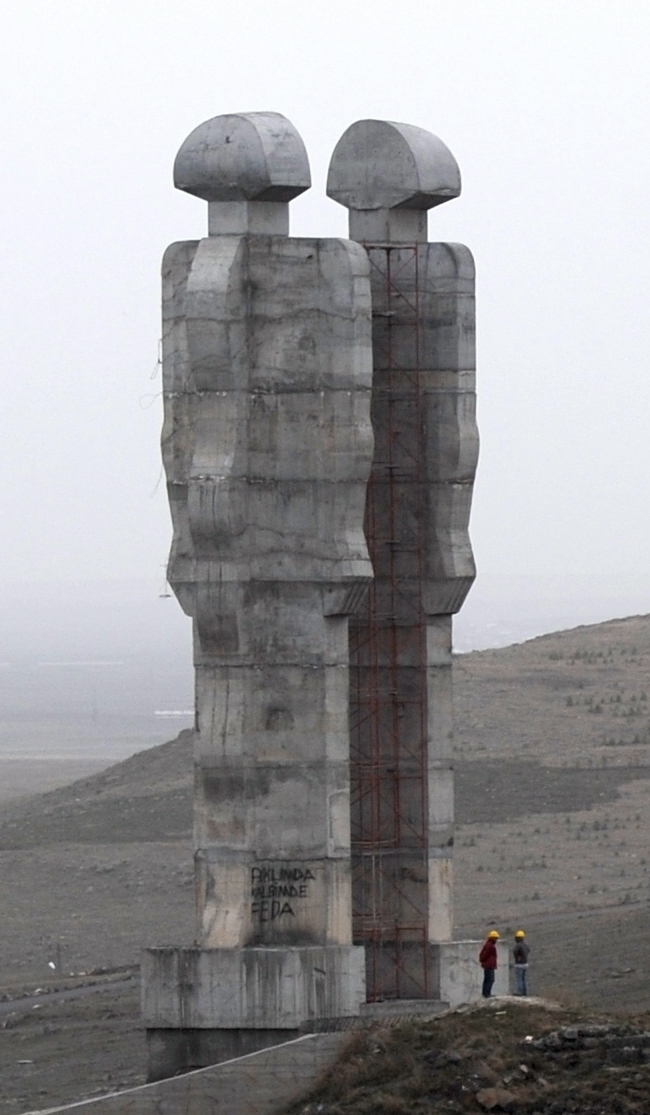
Monumento all'umanità di Mehmet Aksoy a Kars, Turchia. Destinato a commemorare tutte le vittime della guerra, è stato eretto senza il contributo della comunità armena.

La Turchia ha chiuso il confine con l'Armenia nel 1993, a seguito della prima guerra del Nagorno Karabakh tra l'Armenia e l'Azerbaigian, paese di lingua turca. La chiusura del confine danneggia le economie dell'Armenia e della Turchia orientale. Sebbene l'Armenia fosse disposta a normalizzare le relazioni senza precondizioni, la Turchia ha chiesto alla parte armena di abbandonare ogni sostegno per gli sforzi di riconoscimento sostenuti dalla diaspora armena. Ci sono stati due grandi tentativi di riconciliazione turco-armena - la Commissione turco-armena per la riconciliazione (2000-2004) e i Protocolli di Zurigo (2009) - entrambi falliti in parte a causa della controversia sul genocidio armeno. In entrambi i casi, i mediatori hanno fatto del loro meglio per mettere da parte le controversie storiche, che si sono rivelate impossibili. I gruppi della diaspora armena si sono opposti a entrambe le iniziative e soprattutto a una commissione storica per indagare su ciò che consideravano fatti accertati. Bloxham afferma che poiché "la negazione è sempre stata accompagnata dalla retorica del tradimento, dell'aggressione, della criminalità e dell'ambizione territoriale degli armeni, in realtà enuncia una minaccia continua, anche se latente, di 'vendetta' turca".
Dall'inizio del prima guerra del Nagorno Karabakh, l'Azerbaigian ha adottato la negazione del genocidio della Turchia e ha lavorato per promuoverla a livello internazionale. Il genocidio armeno è anche ampiamente negato dalla società civile azera. Molti armeni hanno visto una connessione tra il genocidio e la successiva violenza anti-armena come il pogrom di Sumgait del 1988, sebbene la connessione tra il conflitto del Karabakh e il genocidio armeno sia principalmente fatta dalle élite azere. I nazionalisti azeri hanno accusato gli armeni di aver organizzato il pogrom di Sumgait e altri pogrom anti-armeni, in modo simile al discorso turco sul genocidio armeno.
La propaganda di stato dell'Azerbaigian afferma che gli armeni hanno perpetrato un genocidio contro gli azeri per oltre due secoli, un genocidio che include il Trattato di Golestan (1813), il Trattato di Turkmenchay (1828), la Comune di Baku, il dispiegamento delle truppe sovietiche a Baku nel gennaio 1990, e soprattutto il massacro di Xocalı del 1992. Secondo questa propaganda, gli armeni hanno commesso "il vero genocidio" e sono accusati di aver ucciso o deportato fino a 2 milioni di azeri durante questo periodo. Dopo l'Azerbaigian, la Turchia e la diaspora turca hanno fatto pressioni per il riconoscimento del massacro di Xocalı come genocidio per minimizzare il genocidio armeno. L'Azerbaigian vede come nemico qualsiasi paese che riconosca il genocidio armeno e ha persino minacciato sanzioni. Cheterian sostiene che "l'eredità storica irrisolta del genocidio del 1915" ha contribuito a causare il conflitto del Karabakh e a impedirne la risoluzione, mentre "il crimine stesso continua a fungere contemporaneamente da modello e da minaccia, nonché da fonte di paura esistenziale”.

### Libri
- Taner Akçam, The Young Turks' Crime against Humanity, Princeton University Press, 2012, ISBN 978-0-691-15333-9.
- (EN) Taner Akçam, Killing Orders, Palgrave Macmillan, 2018, ISBN 978-3-319-69787-1.
- (EN) Yair Auron, The Banality of Denial: Israel and the Armenian Genocide, Transaction Editores, 2003, ISBN 978-0-7658-0834-9.
- (EN) Vahagn Avedian, Knowledge and Acknowledgement in the Politics of Memory of the Armenian Genocide, Routledge, 2018, ISBN 978-0-429-84515-4.
- Marc D. Baer, Sultanic Saviors and Tolerant Turks: Writing Ottoman Jewish History, Denying the Armenian Genocide, Indiana University Press, 2020, ISBN 978-0-253-04542-3.
- (EN) Donald Bloxham, The Great Game of Genocide, Oxford University Press, 2005, ISBN 978-0-19-922688-7.
- (EN) Vicken Cheterian, Open Wounds: Armenians, Turks and a Century of Genocide, Hurst, 2015, ISBN 978-1-84904-458-5.
- (EN) Vahakn N. Dadrian e Taner Akçam, Judgment at Istanbul: The Armenian Genocide Trials, Berghahn Books, 2011, ISBN 978-0-85745-286-3.
- (EN) Thomas de Waal, Great Catastrophe: Armenians and Turks in the Shadow of Genocide, Oxford University Press, 2015, ISBN 978-0-19-935069-8.
- (EN) Lerna Ekmekçioğlu, Recovering Armenia: The Limits of Belonging in Post-Genocide Turkey, Stanford University Press, 2016, ISBN 978-0-8047-9706-1.
- Özlem Belçim Galip, New Social Movements and the Armenian Question in Turkey: Civil Society vs. the State, Springer International Publishing, 2020, ISBN 978-3-030-59400-8.
- Fatma Müge Göçek, Denial of Violence, Oxford University Press, 2015, ISBN 978-0-19-933420-9.
- Stefan Ihrig, Justifying Genocide, Harvard University Press, 2016, ISBN 978-0-674-50479-0.
- (EN) Raymond Kévorkian, The Armenian Genocide: A Complete History, Bloomsbury Publishing, 2011, ISBN 978-0-85771-930-0.

### Capitoli
- (EN) Ronald Grigor Suny, Fatma Müge Göçek e Norman M. Naimark, Who Still Talked about the Extermination of the Armenians?, in A Question of Genocide: Armenians and Turks at the End of the Ottoman Empire, Oxford University Press, 2011,  pp. 199-217, ISBN 978-0-19-979276-4.
- (EN) Vicken Cheterian, Censorship, Indifference, Oblivion: the Armenian Genocide and Its Denial, in Truth, Silence, and Violence in Emerging States. Histories of the Unspoken, Routledge, 2018a,  pp. 188-214, ISBN 978-1-351-14112-3.
- (EN) Levon Chorbajian, ‘They Brought It on Themselves and It Never Happened’: Denial to 1939, in The Armenian Genocide Legacy, Palgrave Macmillan UK, 2016,  pp. 167-182, ISBN 978-1-137-56163-3.
- Ayda Erbal, Mea Culpas, Negotiations, Apologias: Revisiting the “Apology” of Turkish Intellectuals, in Reconciliation, Civil Society, and the Politics of Memory, Transcript Verlag, 2012,  pp. 51–94, ISBN 978-3-8376-1931-7, JSTOR j.ctv1xxswv.5.
- Ronald Grigor Suny, Fatma Müge Göçek e Norman M. Naimark, Reading Genocide: Turkish Historiography on 1915, in A Question of Genocide: Armenians and Turks at the End of the Ottoman Empire, Oxford University Press, 2011,  pp. 42-52, ISBN 978-0-19-979276-4.
- (EN) Richard G. Hovannisian, Denial: The Armenian Genocide as a Prototype, in Remembering for the Future: The Holocaust in an Age of Genocide, Palgrave Macmillan UK, 2001,  pp. 796-812, ISBN 978-1-349-66019-3.
- (EN) Flavia Lattanzi, The Armenian Massacres as the Murder of a Nation?, in The Armenian Massacres of 1915–1916 a Hundred Years Later: Open Questions and Tentative Answers in International Law, Springer International Publishing, 2018,  pp. 27-104, ISBN 978-3-319-78169-3.
- (EN) Geoffrey Robertson, Armenia and the G-word: The Law and the Politics, in The Armenian Genocide Legacy, Palgrave Macmillan UK, 2016,  pp. 69-83, ISBN 978-1-137-56163-3.
- Erik Jan Zürcher, Renewal and Silence: Postwar Unionist and Kemalist Rhetoric on the Armenian Genocide, in Ronald Grigor Suny, Fatma Müge Göçek e Norman M. Naimark (a cura di), A Question of Genocide, Oxford University Press, 2011,  pp. 306-316, ISBN 978-0-19-979276-4.

### Pubblicazioni
- Taner Akçam, Guenter Lewy's The Armenian Massacres in Ottoman Turkey, in Genocide Studies and Prevention, vol. 3, n. 1, 2008,  pp. 111-145, DOI:10.1353/gsp.2011.0087.
- Vahagn Avedian, State Identity, Continuity, and Responsibility: The Ottoman Empire, the Republic of Turkey and the Armenian Genocide, in European Journal of International Law, vol. 23, n. 3, 2012,  pp. 797-820, DOI:10.1093/ejil/chs056.
- Vahagn Avedian, Recognition, Responsibility and Reconciliation: The Trinity of the Armenian Genocide, in Europa Ethnica, vol. 70, n. 3/4, 2013,  pp. 77-86, DOI:10.24989/0014-2492-2013-34-77, ISSN 0014-2492 (WC · ACNP).
- Tunç Aybak, Geopolitics of Denial: Turkish State's 'Armenian Problem' (PDF), in Journal of Balkan and Near Eastern Studies, vol. 18, n. 2, 2016,  pp. 125-144, DOI:10.1080/19448953.2016.1141582. URL consultato il 19 agosto 2021 (archiviato dall'url originale il 20 luglio 2021).
- Seyhan Bayraktar, The Grammar of Denial: State, Society, and Turkish–Armenian Relations, in International Journal of Middle East Studies, vol. 47, n. 4, 2015,  pp. 801-806, DOI:10.1017/S0020743815001014.
- Eldad Ben Aharon, A Unique Denial: Israel's Foreign Policy and the Armenian Genocide, in British Journal of Middle Eastern Studies, vol. 42, n. 4, 2015,  pp. 638-654, DOI:10.1080/13530194.2015.1043514.
- Eldad Ben Aharon, Recognition of the Armenian Genocide after its Centenary: A Comparative Analysis of Changing Parliamentary Positions, in Israel Journal of Foreign Affairs, vol. 13, n. 3, 2019,  pp. 339-352, DOI:10.1080/23739770.2019.1737911.
- Rezarta Bilali, National Narrative and Social Psychological Influences in Turks' Denial of the Mass Killings of Armenians as Genocide: Understanding Denial, in Journal of Social Numeros, vol. 69, n. 1, 2013,  pp. 16-33, DOI:10.1111/josi.12001.
- Donald Bloxham, The Roots of American Genocide Denial: Near Eastern Geopolitics and the Interwar Armenian Question, in Journal of Genocide Research, vol. 8, n. 1, 2006,  pp. 27-49, DOI:10.1080/14623520600552843.
- Vicken Cheterian, The Uses and Abuses of History: Genocide and the Making of the Karabakh Conflict, in Europe-Asia Studies, vol. 70, n. 6, 2018b,  pp. 884-903, DOI:10.1080/09668136.2018.1489634.
- Vahakn N. Dadrian, The Signal Facts Surrounding the Armenian Genocide and the Turkish Denial Syndrome, in Journal of Genocide Research, vol. 5, n. 2, 2003,  pp. 269-279, DOI:10.1080/14623520305671.
- Alexis Demirdjian, A Moving Defence: The Turkish State and the Armenian Genocide, in Journal of International Criminal Justice, vol. 16, n. 3, 2018,  pp. 501-526, DOI:10.1093/jicj/mqy035.
- Cagla Demirel e Johan Eriksson, Competitive Victimhood and Reconciliation: the Case of Turkish–Armenian Relations, in Identities, vol. 27, n. 5, 2020,  pp. 537-556, DOI:10.1080/1070289X.2019.1611073.
- Jennifer M. Dixon, Defending the Nation? Maintaining Turkey's Narrative of the Armenian Genocide, in South European Society and Politics, vol. 15, n. 3, 2010a,  pp. 467-485, DOI:10.1080/13608746.2010.513605.
- Jennifer M. Dixon, Education and National Narratives: Changing Representations of the Armenian Genocide in History Textbooks in Turkey [collegamento interrotto], in International Journal for Education Law and Policy, 2010 Special Numero, 2010b,  pp. 103-126.
- (EN) Howard Eissenstat, Children of Özal: The New Face of Turkish Studies, in Journal of the Ottoman and Turkish Studies Association, vol. 1, 1–2, 2014,  pp. 23-35, DOI:10.2979/jottturstuass.1.1-2.23, ISSN 2376-0702 (WC · ACNP).
- Ayda Erbal, The Armenian Genocide, AKA the Elephant in the Room, in International Journal of Middle East Studies, vol. 47, n. 4, 2015,  pp. 783-790, DOI:10.1017/S0020743815000987.
- Başak Ertür, Law of Denial (PDF), in Law and Critique, vol. 30, n. 1, 2019,  pp. 1-20, DOI:10.1007/s10978-019-09237-8.
- Evgeny Finkel, In Search of Lost Genocide: Historical Policy and International Politics in Post-1989 Eastern Europe, in Global Society, vol. 24, n. 1, 2010,  pp. 51-70, DOI:10.1080/13600820903432027.
- Doğan Gürpınar, Historical Revisionism vs. Conspiracy Theories: Transformations of Turkish Historical Scholarship and Conspiracy Theories as a Constitutive Element in Transforming Turkish Nationalism, in Journal of Balkan and Near Eastern Studies, vol. 15, n. 4, 2013,  pp. 412-433, DOI:10.1080/19448953.2013.844588.
- Doğan Gürpınar, The Manufacturing of Denial: the Making of the Turkish 'Official Thesis' on the Armenian Genocide Between 1974 and 1990, in Journal of Balkan and Near Eastern Studies, vol. 18, n. 3, 2016,  pp. 217-240, DOI:10.1080/19448953.2016.1176397.
- David Gutman, Ottoman Historiography and the End of the Genocide Taboo: Writing the Armenian Genocide into Late Ottoman History, in Journal of the Ottoman and Turkish Studies Association, vol. 2, n. 1, 2015,  p. 167, DOI:10.2979/jottturstuass.2.1.167.
- Richard G. Hovannisian, Denial of the Armenian Genocide 100 Years Later: The New Practitioners and Their Trade, in Genocide Studies International, vol. 9, n. 2, 2015,  pp. 228-247, DOI:10.3138/gsi.9.2.04.
- Dikran Kaligian, Anatomy of Denial: Manipulating Sources and Manufacturing a Rebellion, in Genocide Studies International, vol. 8, n. 2, 2014,  pp. 208-223, DOI:10.3138/gsi.8.2.06.
- Marc A. Mamigonian, Academic Denial of the Armenian Genocide in American Scholarship: Denialism as Manufactured Controversy, in Genocide Studies International, vol. 9, n. 1, 2015,  pp. 61-82, DOI:10.3138/gsi.9.1.04.
- Donald Quataert, The Massacres of Ottoman Armenians and the Writing of Ottoman History, in The Journal of Interdisciplinary History, vol. 37, n. 2, 2006,  pp. 249-259, DOI:10.1162/jinh.2006.37.2.249, ISSN 0022-1953 (WC · ACNP), JSTOR 4139548.
- Roger W. Smith, Eric Markusen e Robert Jay Lifton, Professional Ethics and the Denial of Armenian Genocide, in Holocaust and Genocide Studies, vol. 9, n. 1, 1995,  pp. 1-22, DOI:10.1093/hgs/9.1.1.
- Roger W. Smith, Introduction: The Ottoman Genocides of Armenians, Assyrians, and Greeks, in Genocide Studies International, vol. 9, n. 1, 2015,  pp. 1-9, DOI:10.3138/gsi.9.1.01.
- Ronald Grigor Suny, Truth in Telling: Reconciling Realities in the Genocide of the Ottoman Armenians, in The American Historical Review, vol. 114, n. 4, 2009,  pp. 930-946, DOI:10.1086/ahr.114.4.930.
- Fatma Ulgen, Reading Mustafa Kemal Atatürk on the Armenian Genocide of 1915, in Patterns of Prejudice, vol. 44, n. 4, 2010,  pp. 369-391, DOI:10.1080/0031322X.2010.510719, PMID 20857578.
- Uğur Ümit Üngör, Lost in Commemoration: the Armenian Genocide in Memory and Identity, in Patterns of Prejudice, vol. 48, n. 2, 2014,  pp. 147-166, DOI:10.1080/0031322X.2014.902210.